# 格蘭-傅科稜鏡

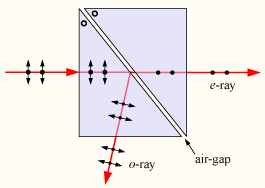
格蘭-傅顆稜鏡偏轉「p」偏振光，透射「s」偏振分量。稜鏡材料的光軸垂直於圖的平面。

格蘭-傅科稜鏡（英語：Glan–Foucault prism，也稱為Glan–air prism）是一種用作偏振器的稜鏡。它在結構上類似於格蘭-湯普遜稜鏡，不同之處在於兩個直角方解石稜柱體用氣隙間隔，而不是膠合在一起。氣隙處的P-偏振光的全反射意味著只有s-偏振光直接穿過稜鏡。

## 設計
與格蘭-湯普遜稜鏡鏡相比，格蘭-傅科稜鏡的工作接受角更窄，但由於它使用氣隙而不是膠水，因此可以使用在更高的輻照度而不會損壞。因此，稜鏡可以與雷射光束一起使用。稜鏡也比格蘭-湯普遜的設計更短（對於給定的可用孔徑），並且被偏轉的光束偏轉角可以接近 90°，這有時很有用。格蘭-傅科稜鏡通常不用作偏振分光鏡，因為雖然透射光束完全偏振，但反射光束卻沒有。

## 極化
與此類似的格蘭-泰勒稜鏡，不同之處在於晶軸和透射偏振方向與格蘭-傅科的設計正交。這會產生更高的透射率和更好的反射光偏振。方解石格蘭-傅科稜鏡現在很少使用，大部分被格蘭-泰勒偏光片和其它更新的設計所取代。
相較於方解石材質的格蘭-傅科稜鏡和格蘭-泰勒鏡，基於格蘭-傅科稜鏡設計的 釩酸釔（YVO4）稜鏡，具有優異的反射光束偏振和更高的損傷閾值。 雖然YVO4稜鏡更貴， 但是可以在非常有限的入射角範圍內接受光束。